# Nazionale femminile di hockey su ghiaccio del Canada
La nazionale di hockey su ghiaccio femminile del Canada è controllata da Hockey Canada, la federazione canadese di hockey su ghiaccio, ed è la selezione femminile che rappresenta il paese nelle competizioni internazionali di questo sport.
Questa squadra è stata di gran lunga quella dominante sulla scena internazionale, perdendo un totale di quattro partite nella storia di Olimpiadi Invernali e campionati mondiali, tutte contro gli Stati Uniti. Due di queste sconfitte arrivarono ai Giochi di Nagano 1998. Il Canada ha in totale 62640 tesserate (dato 2005). L'attuale allenatrice è Melody Davidson.
Dopo l'argento di Nagano 1998 ha vinto l'oro sia a Salt Lake City 2002 che a Torino 2006 ed è quindi campione olimpica in carica.

## Capi allenatori
- 2008 - Peter Smith
- 2005, 2006, 2007 - Melody Davidson
- 2004 - Karen Hughes
- 2001, 2002 - Danièle Sauvageau
- 2000 - Melody Davidson
- 1999 - Danièle Sauvageau
- 1997, 1998 - Shannon Miller
- 1994 - Les Lawton
- 1992 - Rick Polutnick
- 1990 - Nick Cerrone

## Squadra olimpica 2006
Portieri
- Charline Labonté
- Kim St-Pierre

Difensori
- Becky Kellar
- Colleen Sostorics
- Cheryl Pounder
- Gillian Ferrari
- Carla MacLeod
- Caroline Ouellette

Attaccanti
- Cherie Piper
- Danielle Goyette
- Jayna Hefford
- Jennifer Botterill
- Hayley Wickenheiser
- Vicky Sunohara
- Cassie Campbell
- Meghan Agosta
- Gillian Apps
- Gina Kingsbury
- Sarah Vaillancourt
- Katie Weatherston

## Record olimpico
- 1998 - Argento
- 2002 - Oro
- 2006 - Oro
- 2010 - Oro
- 2014 - Oro
- 2018 - Argento
- 2022 - Oro

## Campionati mondiali
- 1990 - Oro
- 1992 - Oro
- 1994 - Oro
- 1997 - Oro
- 2000 - Oro
- 2001 - Oro
- 2004 - Oro
- 2005 - Argento
- 2007 - Oro

## Altre vittorie
- 1 Clarkson Cup
- 3 3 Nations Cup
- 6 4 Nations Cup
- 2 Pacific Rim Championship